# Robert Mysłajek
Robert Wojciech Mysłajek (ur. 16 sierpnia 1974 w Bielsku-Białej) – polski biolog i działacz społeczny, profesor Uniwersytetu Warszawskiego, specjalista w zakresie ekologii i ochrony ssaków.

## Życiorys
W 2001 uzyskał tytuł zawodowy inżyniera, a w 2003 magistra na Wydziale Leśnym Akademii Rolniczej im. Hugona Kołłątaja w Krakowie. W 2010 ukończył studia podyplomowe z biologii molekularnej na Wydziale Biochemii, Biofizyki i Biotechnologii Uniwersytetu Jagiellońskiego, w tym samym roku w Instytucie Ochrony Przyrody PAN w Krakowie uzyskał stopień doktora nauk biologicznych za pracę pt. Strategie adaptacyjne borsuków Meles meles do warunków górskich w Karpatach Zachodnich, której promotorem była Bogumiła Jędrzejewska z Zakładu Badania Ssaków PAN w Białowieży. W 2019 na Wydziale Biologii Uniwersytetu Warszawskiego uzyskał stopień doktora habilitowanego nauk biologicznych za badania nad czynnikami wpływającymi na ochronę dużych ssaków drapieżnych w środowiskach zdominowanych przez człowieka. Jest profesorem w Zakładzie Ekologii na Wydziale Biologii Uniwersytetu Warszawskiego.
Jest członkiem Komitetu Biologii Środowiskowej i Ewolucyjnej PAN, Rady Upowszechniania Nauki PAN oraz Rady Naukowej Roztoczańskiego Parku Narodowego. W 2014 wyróżniony nagrodą Popularyzator Nauki przyznawaną przez Serwis Polskiej Agencji Prasowej Nauka w Polsce.
Jest wiceprezesem Stowarzyszenia dla Natury „Wilk”.
Był współprowadzącym, wraz z Sabiną Nowak, telewizyjnego programu przyrodniczego Las Story emitowanego w kanałach Telewizji Polskiej.